# Потез 29
Потез 29 је француски једномоторни путнички двокрилац дрвене конструкције, којег је развила и производила фирма Аероплани Анри Потез 20-их година, 20. века.

## Пројектовање и развој
Путнички авион Потез 29 је настао препројектовањем лаког бомбардера Потез 25. Од овог авиона су задржана: крила, репне површине (изузев кормила правца), мотор и стајни трап, а изнова је пројектован труп у који је смештена кабина за пет путника и два пилота, простор за пртљаг и тоалет. Прототип је полетео почетком 1927. године, а први примерци су испоручени корисницима 1928. године. Производња овог авиона је трајала до 1931. године

## Технички опис
Предњи део трупа авиона је био обложен дуралуминијумским лимом. Бочне странице кабина и горња површина трупа су биле облепљене дрвеном лепенком а остали део репа је облепљен импрегнираним платном. Носећа структура трупа авиона је дрвена решеткаста конструкција. У средњем делу трупа се налазе две кабине у првој су се налазили пилоти који су седели један поред другог а иза њих се налазила путничка кабина са седиштима за пет путника, простором за пртљаг и кабина за тоалет. Кабина трупа авиона је велика тако да је попунила комплетну празнину између крила авиона. Кабина пилота је била преградним зидом одвојена од простора за путнике, а комуникација између ова два простора се одвијала преко врата која су се налазила на преградном зиду. Код санитетске варијанте овог авиона у простор за путнике могло је да стане три носила са рањеницима и једна столица за пратиоца.
У авионе Потез 29 су уграђивани следећи мотори: Lorraine-Dietrich 12Еb, Gnome Rhone Jupiter, Renault 12Jb и Salmson 18 Ab. На вратилу мотора је била причвршћена двокрака, вучна, дрвена елиса, непроменљивог корака. Нападна ивица елисе је била окована месинганим лимом.
Крила су била дрвене конструкције са две рамењаче. Нападне ивице крила су биле облепљене дрвеном лепенком а остали део пресвучена импрегнираним платном. Крилца за управљање авионом су се налазила само на горњим крилима. Крила су између себе била повезана са паром укосо постављених металних упорница. Затезачи су били од клавирске челичне жице. Оба крила су имала облик правоугаоника и била су различитих димензија. Доње крило је било знатно краће и уже од горњег крила. Крила су била поравната излазним ивицама тако да је нападна ивица доњег крила у односу на горње била повучена према репу авиона. Оваква конструкција крила је први пут примењена у ваздухопловству. Конструкције репних крила и вертикални стабилизатор као и кормило правца су била направљена од дрвета пресвучена платном.
Стајни трап је био направљен од заварених челичних цеви, класичан, фиксан са зглобном осовином. Точкови авиона су били релативно великог пречника са пнеуматицима, изведени као точкови код бицикла са жичаним паоцима и причвршћени за осовину. У предње стубове стајног трапа су били уграђени амортизери у облику гумених котурова, што је омогућавало авиону да трпи приличне неравнине полетно слетних стаза. Касније су у току експлоатације гумени амортизери били замењени хидрауличним (уљним) амортизерима. На репном делу се налазила еластична дрвена дрљача са амортизером у облику гумене траке.

## Оперативно коришћење
Укупно је произведено 146 примерака овог авиона, од којих је 19 коришћено у цивилном ваздухопловству (Аеропут-Југославија и CIDNA Француско-Румунска компанија), а остали су коришћени у ратном ваздухопловству Француске и Велике Британије. Постоје три варијанте овог авиона, прва Потез 29 сматра се прототипом, направљено их је 6 примерака за потребе Југословенског друштва за ваздушни саобраћај Аеропут. Ова варијанта је била опремљена мотором  од 450 KS. У Аеропуту је овај авион имао ознаку Потез 29-2. Друга варијанта Потез 29-2 има такође мотор Lorraine 12Eb, a прављена је за потребе француског ратног ваздухопловства као транспортни авион и санитет. Разлика између првог и другог типа је очигледно само у опреми авиона, пошто је први тип био намењен за цивилну употребу. Трећа варијанта је прављења за потребе француско-румунске ваздухопловне компаније CIDNA, имала је ознаку Потез 29-4. Овај авион је био опремљен радијалним мотором Jupiter Gnome-Rhone 9Ady снаге 480 KS.

## Коришћење у Југославији
Аеропут са одлучио за авион Потез 29 са мотором Lorraine 12Eb од 450 KS зато што је његова конструкција потпуно одговарала битним конструктивним деловима авиона Потез 25 који је у то време производио земунски Икарус, затим што је био готово упола јефтинији од свих других понуђених авиона и што је одговарао условима које је прописала држава у то време.
Аеропут је био први корисник коме су 1928. године испоручена 4 авиона Потез 29-2, а годину дана касније још два. Уз авионе су куповани и резервни делови и мотори тако да је Аеропут у току летачке сезоне 1929. године располагао са шест комплетних авиона Потез 29-2 и пет резервних мотора за ове авионе. Аеропут је авионе Потез 29 користио на равничарским линијама то су биле линије Београд - Загреб - Љубљана пратећи ток реке Саве, линија Београд - Будимпешта пратећи ток реке Дунав, линија Београд - Букурешт и линије Београд - Скопље - Солун пратећи долине реке Мораве и Вардара као и линија Београд - Ниш - Софија пратећи ток Мораве и Нишаве. Овакав начин летења је олакшавао навигацију а у случају квара на мотору (авион је био једномоторац) лако је било пронаћи погодан терен за атерирање.
У току коришћења у Аеропуту на авионима Потез 29 су вршене извесне техничке измене, међу којима су биле најважније замена гумених амортизера хидрауличним у току 1931. године и уградња дуплих команди на једном од авиона у току 1933. године, за обуку пилота.
Шест Аеропутевих авиона Потез 29 који су летели до почетка 1937. године имали су налет од 8.904 сати и превалили 1.513.680 km, ниједан од 6 авиона није имао удес. Било је принудних слетања на помоћне аеродроме, најчешће због техничких кварова на моторима, али без озбиљних последица. Авионом Потез 29 је отворена прва домаћа линија ваздушног саобраћаја између Београда и Загреба 15. фебруара 1928. године.

## Особине авиона Потез 29

### Опште карактеристике
- Мотор - Лорен-Дитрих 12Еб 335 kW (450 KS),
- Елиса - двокрака,
- Размах горњег крила - 14,5 m,
- Размах доњег крила - 10,45 m,
- Површина крила - 48,27 m²,
- Дужина авиона - 10,69 m,
- Висина авиона - 3,5 m,
- Тежина авиона - 2.377 kg,
- Капацитет - 5 путника.

### Перформансе
- Максимална брзина - 219
- Путна брзина - 185
- Највећи долет - 500
- Плафон лета - 4500

## Земље корисници авиона Потез 29
- Француска
- Румунија
- Уједињено Краљевство
- Југославија